# Night Lights
Albums de Elliott Murphy
Lost Generation
(1975) Just A Story From America
(1977)
Night Lights est le troisième album studio d'Elliott Murphy.
Sorti en 1976, l'album a été réalisé par Steve Katz et enregistré aux studios Electric Lady. Il s'agit du deuxième et dernier album de Murphy paru sous le label RCA.
Son auteur le décrit comme « son œuvre la plus purement new-yorkaise, »

## Pochette
La photo de la pochette représente Elliott Murphy debout, à l'aube, au milieu d'une rue de Times Square. Elle a été prise par Michael Dakota, mais Murphy rapporte que c'est le photographe de mode Steven Meisel qui a pensé l'image et choisi le lieu.

## Histoire
L'album a été enregistré en deux temps. Elliott Murphy a d'abord enregistré, aux Studios Electric Lady, Diamonds by the Yard, Lady Stiletto and Never as Old as You avec Ernie Brooks à la basse, Jerry Harrison aux claviers et Andy Paley aux percussions. Après avoir enregistré ces trois chansons, le quatuor est immédiatement en tournée avec le groupe Sha Na Na dont ils assurent la première partie. Cette tournée se révèle vite désastreuse pour eux, et le groupe se sépare sans que l'album ait été complété.
Seul Ernie Brooks reste auprès de Murphy, et la deuxième partie de l'album est enregistrée, dans les mêmes studios, avec Mike Braun à la batterie et Ralph Schuckett aux claviers et à l'accordéon. Ils sont également rejoints par Doug Yule du Velvet Underground dont on entend la voix sur les pistes Looking for a Hero, Rich Girls and You Never Know What You're In For.

## Liste de pistes
Toutes les chansons sont écrites et composées par Elliott Murphy.
| No | Titre                             | Durée |
| -- | --------------------------------- | ----- |
| 1. | Diamonds by the Yard              | 6:51  |
| 2. | Deco Dance                        | 5:15  |
| 3. | Rich Girls                        | 3:20  |
| 4. | Abraham Lincoln Continental       | 4:28  |
| 5. | Isadora's Dancers                 | 4:52  |
| 6. | You Never Know What You're In For | 4:16  |
| 7. | Lady Stiletto                     | 3:45  |
| 8. | Lookin' for a Hero                | 4:01  |
| 9. | Never as Old as You               | 2:45  |

## Réception critique
À sa sortie, l'album est chroniqué par Dave Marsh dans Rolling Stone. Le critique juge sévèrement l'album, critiquant notamment « un manque d’inspiration musicale ». Il ajoute : « Murphy, contrairement à Springsteen, a choisi d’abandonner plus ou moins l’écriture sur ses compatriotes post-adolescents expatriés de banlieue et leurs désarrois, au profit d’une nostalgie inutile pour l’ère de F. Scott Fitzgerald et de chansons sur la vie urbaine qui ne tiennent tout simplement pas la comparaison avec celles de Reed ou Dylan. ». Marsh concède néanmoins que «Diamonds by the Yard est une réussite totale en tant que pièce d’ambiance sombre façon Velvet Underground, et ce serait une erreur d’enterrer la carrière de Murphy,».
Pour AllMusic, William Ruhlmann relève la qualité des musiciens réunis par Murphy sur cet album. « Ensemble, ils lui donnent un son rock plus contemporain et plus diversifié, qui distingue d'autant plus de celui des deux albums précédents que Murphy est devenu un chanteur plus expressif. » Le critique apprécie que le chanteur ait abandonné son style d'écriture reposant essentiellement sur des références littéraires, et se repose désormais davantage sur « des jeux de mots intelligents et de libres associations évocatrices », même s'il moque quelques vers lui semblant indignes de quelqu'un qui a été appelé le « nouveau Dylan, ».
Robert Christgau donne la note de C+ à l'album, et écrit : « Le travail de Steve Katz [...] donne une épaisseur émotionnelle à des chansons qui, autrement, paraîtraient désespérément immatures. La voix de Murphy a toujours été juvénile, mais alors que deux ans et demi plus tôt, il sonnait comme un enfant plein de compassion qui tendait la main au monde dans un élan naturel de découverte de soi, il sonne désormais comme un jeune homme efféminé qui s’en prend au monde par pure complaisance,. »

### Citations originales
1. ↑  « my purest New York work »
2. ↑  a lack of inspired musical direction
3. ↑  Murphy - unlike Springsteen - has chosen to more or less desert writing about his fellow postadolescent suburban expatriates and their confusions in favor of needless nostalgia for the F. Scott Fitzgeral era and songs about urban street life that simply don't stand up to either Reed's or Dylan's.
4. ↑  Diamonds by the yard is such a complete success as a spooky post-Velvet Underground mood piece that it would be a mistake to write off Murphy's career
5. ↑  « They gave Murphy a more contemporary and diverse rock sound, further distinguished from the first two albums by Murphy's development into a more expressive singer. He had even cut back on the referential nature of his lyrics, relying instead on clever wordplay and evocative free association, though he was still capable of throwing out [...] dangerous stuff for anyone who had been tagged a new Dylan »
6. ↑  Steve Katz's understated hard rock and adept background voices lend emotional weight to songs that would otherwise sound hopelessly immature. Murphy's voice has always been callow, but whereas two-and-a-half years ago he came across as a compassionate kid who reached out toward the world as a natural function of this self-discovery, now he sounds like an effete young man who strikes out at the world as a natural function of his self-involvement